# Paya Lipah (Peureulak)
Paya Lipah is een bestuurslaag in het regentschap Aceh Timur van de provincie Atjeh, Indonesië. Paya Lipah telt 1560 inwoners (volkstelling 2010).